# Xã Wagner, Quận Aitkin, Minnesota
Xã Wagner (tiếng Anh: Wagner Township) là một xã thuộc quận Aitkin, tiểu bang Minnesota, Hoa Kỳ. Năm 2010, dân số của xã này là 332 người.